# Суслова, Эра Васильевна
Эра Васильевна Суслова (30 января 1925, Нижний Новгород — 18 апреля 2011, там же) — советская театральная актриса, народная артистка РСФСР (1974), выступавшая на сцене Горьковского театра драмы.

## Биография
Родилась 30 января 1925 года в Нижнем Новгороде в мещанской семье. В 1943 году поступила в студию при Горьковского драмы театре. С 1945 года — актриса данного театра. С 1949 года — член Союза театральных деятелей России. Избиралась депутатом Горьковского областного совета народных депутатов трёх созывов.
Играла в Горьковском театре драмы до 1991 года. Среди ролей: Лиза в «Дворянском гнезде» Тургенева, Лидия в «Бешеных деньгах» Островского, Дездемона в «Отелло» Шекспира, Леди Гамильтон в «Флаге адмирала». Затем последовали Комиссар в «Оптимистической трагедии», Анна в «Анне Карениной», Вера в «Обрыве», Полина в «Фальшивой монете». Также играла в спектаклях: «Ричард III», «Юпитер смеется», «Столпы общества», «Жаркое лето в Берлине», «Стакан воды», «Смотрите, кто пришёл».
Как отмечалось в её некрологе: «Простившись с родной сценой, Эра Васильевна не порывала связи с родным коллективом. Она не пропускала ни одной театральной премьеры, радовалась вместе с нами удачам театра и огорчалась его промахам. Она судила той высокой творческой меркой, которая была привита ей поколением великих мастеров».
Скончалась 18 апреля 2011 года на 87-м году жизни в Нижнем Новгороде.
Похоронена на Бугровском кладбище Нижнего Новгорода.

## Театральные роли
- Барышня в голубом — «Дачники» М. Горький
- Лиза Калитина — «Дворянская гнездо» И. С. Тургенев
- Варя — «Вишневый сад» А. П. Чехов
- Саша — «Живой труп» Л. Н. Толстой
- Оленька — «Закон чести» А. Штейн
- Анна Ильинична — «Семья» И. Попов
- Флорела — «Учитель танцев» Лопе де Вега
- Марья — «Сон на Волге» А. Н. Островский
- Дездемона — «Отелло» В. Шекспир
- Антонина — «Егор Булычов и другие» М. Горький
- Антонина — «Достигаев и другие» М. Горький
- Лидия — «Сомов и другие» М. Горький
- Поэма — «Не называя фамилий» В. Минко
- Варя Нефедова — «Одна» С. Алешин
- Донья Беатрис — «Дама-невидимка» П. Кальдерон
- Комиссар — «Оптимистическая трагедия» Вс. Вишневский
- Вера — «Обрыв» И. А. Гончаров
- Фосфорическая женщина — «Баня» В. Маяковский
- Джен — «Шакалы» А. Якобсон
- Полина — «Фальшивая монета» М. Горький
- Вера Воронова — «Шестьдесят часов» З. Аграненко
- Елена — «Забытый друг» А. Салынский
- Наташа — «Униженные и оскорбленные» Ф. М. Достоевский
- Глэдис Брэгг — «Юпитер смеется» А. Кронин
- Наташа — «Совесть» Д. Павлова
- Анна Каренина — «Анна Каренина» Л. Н. Толстой
- Варвара Михайловна — «Дачники» М. Горький
- Василиса — «На дне» М. Горький
- Леди Анна — «Король Ричард III» В. Шекспир
- Наташа — «Потерянный сын» А. Арбузов
- Ирма Вунд — «Игра без правил» Л. Шейнин
- Тихомирова — — «Притворщики» Э. Брагинский
- Елена Кольцова — «Чрезвычайный посол» А.и П. Тур
- Джой — «Жаркое лето в Берлине» Д. Кьюсак
- Леди Брэкнелл — «Как важно быть серьёзным» О. Уайльд
- Дина Владимировна — «Ретро» А. Галин
- Елена Андреевна — «Круглый стол под абажуром» В. Арро
- Софья Игнатьевна — «Смотрите, кто пришел!» В. Арро

## Награды и звания
- Орден Трудового Красного Знамени.
- Медаль «За трудовую доблесть» (1949)[3].
- Народная артистка РСФСР (1974).
- Заслуженная артистка РСФСР (1959).
- Театральная премия имени Н. И. Собольщикова-Самарина (1993).